# Diocese de Colima
A Diocese de Colima (em latim: Dioecesis Colimensis) é uma diocese da Igreja Católica localizada no município de Colima, no estado de Colima, pertencente a Arquidiocese de Guadalajara no México. Foi fundada em 11 de dezembro de 1881 pelo Papa Leão XIII. Com uma população católica de 672.564 habitantes, sendo 84,6% da população total, possui 78 paróquias com dados de 2021.

## História
Em 11 de dezembro de 1881 o Papa Leão XIII cria a Diocese de Colima através do território da Arquidiocese de Guadalajara. Em 1953 a diocese ganha parte do território da Diocese de Tacámbaro. Em 1961 a Diocese de Colima juntamente com a Arquidiocese de Guadalajara perdem território para a formação da Diocese de Autlán. Em 1962 a Diocese de Colima juntamente com a Arquidiocese de Durango e a Diocese de Zacatecas perdem território para a formação da Prelazia Territorial de Jesús María del Nayar. Ainda em 1962 a Diocese de Colima e a  Diocese de Tacámbaro perdem território para a formação da Diocese de Apatzingán. Em 1972 a Diocese de Colima juntamente com a Arquidiocese de Guadalajara perdem território para a formação da Diocese de Ciudad Guzmán. Em 1973 a diocese perde território para a Diocese de Ciudad Guzmán.

## Lista de bispos
A seguir uma lista de bispos desde a criação da diocese em 1881.
|                 | Nome                                 | Período      | Notas                                    |
| Bispos          | Bispos                               | Bispos       | Bispos                                   |
| --------------- | ------------------------------------ | ------------ | ---------------------------------------- |
| 12º             | Gerardo Díaz Vázquez                 | 2023 - atual |                                          |
| 11º             | Marcelino Hernández Rodríguez        | 2013 - 2021  |                                          |
| 10º             | José Luis Amezcua Melgoza            | 2005 - 2013  | Nomeado bispo emérito dessa diocese      |
| 9º              | Gilberto Valbuena Sánchez            | 1989 - 2005  |                                          |
| 8º              | José Fernández Arteaga               | 1980 - 1988  | Nomeado arcebispo coadjutor de Chihuahua |
| 7º              | Rogelio Sánchez González             | 1972 - 1980  |                                          |
| 6º              | Leonardo Viera Contreras             | 1967 - 1972  | Nomeado bispo de Ciudad Guzmán           |
| 5º              | Ignacio de Alba y Hernández          | 1949 - 1967  |                                          |
| 4º              | José Amador Velasco y Peña           | 1903 - 1949  | Faleceu no cargo                         |
| 3º              | Atenógenes Silva e Álvarez Tostado   | 1892 - 1900  | Nomeado arcebispo de Michoacán           |
| 2º              | Francisco de Paula Díaz y Montes     | 1889 - 1891  | Faleceu no cargo                         |
| 1º              | Francisco Melitón Vargas y Gutiérrez | 1883 - 1888  | Nomeado bispo de Puebla–Tlaxcala         |
| Bispo coadjutor |                                      |              |                                          |
|                 | Ignacio de Alba y Hernández          | 1939 - 1949  |                                          |